# Irland ved sommer-OL 2024
Irland deltog i sommer-OL 2024 i Paris, Frankrig, fra den 26. juli til den 11. august 2024.
Udøvere for Irland vandt totalt syv medaljer.

## Medaljer
| 2024 Paris | Guld | Sølv | Bronze | Total |
| Irland     | 4    | 0    | 3      | 7     |

### Medaljevinderne
| Irland under sommer-OL 2024 i Paris | Irland under sommer-OL 2024 i Paris | Irland under sommer-OL 2024 i Paris | Irland under sommer-OL 2024 i Paris | Irland under sommer-OL 2024 i Paris |
| Medalje                             | Navn                                | Sport                               | Event                               | Dato                                |
| ----------------------------------- | ----------------------------------- | ----------------------------------- | ----------------------------------- | ----------------------------------- |
| Guld                                | Daniel Wiffen                       | Svømning                            | Herrernes 800 m fri                 | 30. juli                            |
| Guld                                | Fintan McCarthy Paul O'Donovan      | Roning                              | Men's lightweight double sculls     | 2. august                           |
| Guld                                | Rhys McClenaghan                    | Gymnastik                           | Herrernes bensving                  | 3. august                           |
| Guld                                | Kellie Harrington                   | Boksning                            | Damernes 60 kg                      | 6. august                           |
| Bronze                              | Mona McSharry                       | Svømning                            | Women's 100 m breaststroke          | 29. juli                            |
| Bronze                              | Daire Lynch Philip Doyle            | Roning                              | Men's double sculls                 | 1. august                           |
| Bronze                              | Daniel Wiffen                       | Svømning                            | Herrernes 1500 m fri                | 4. august                           |